# Холлинс, Райан
Ра́йан Хо́ллинс (англ. Ryan Hollins; родился 10 октября 1984 года в Пасадине, штат Калифорния) — американский профессиональный баскетболист, играющий на позиции центрового. Был выбран на драфте НБА 2006 года во втором раунде под общим 50-м номером командой «Шарлотт Бобкэтс».

## Профессиональная карьера
Холлинс был выбран под 50-м номером на драфте НБА 2006 года командой «Шарлотт Бобкэтс». Он стал 100-м выпускником университетской команды «УКЛА Брюинз», которого выбрали на драфте НБА. В свой первый сезон в лиге Райан Холлинс в 27 проведённых играх за «Шарлотт» в среднем набирал 2,6 очков за матч.
После 2-о сезона «Шарлотт» предложил Райану квалификационное предложение, и он стал ограничено свободным агентом. 25 июля 2008 года он подписал это соглашение и таким образом остался в составе «Бобкэтс» ещё на один сезон.
Однако доигрывал сезон 2008—2009 Холлинс уже в «Даллас Маверикс» после того как его вместе с Мэттом Кэрроллом обменяли на Десагану Диопа.
3 августа 2009 года Холлинс подписал контракт на три года с клубом «Миннесота Тимбервулвз» на 7 миллионов долларов. Руководители «Даллас Маверикс» не стали предлагать аналогичный контракт игроку, для того чтобы удержать его в клубе.
26 июля Холлинс наравне с Рамоном Сешнсом и выбором во 2-м раунде драфта 2013 года были обменяны в «Кливленд Кавальерс» на Делонте Уэста и Себастьяна Телфэйра.
Отчислен из «Кавальерс» он был 20 марта 2012 года. Через 3-и дня, 23 марта, Холлинс уже подписал контракт с «Бостон Селтикс». «Селтикс» подписывали его в первую очередь для увеличения глубины скамейки, в регулярном сезоне за «Бостон» он провёл 15 матчей, играя ограниченное количество минут, а в стартовом составе вышел только 1 раз. В 20-и матчах плей-офф Холлинс выходил в 17-и, в основном подменяя новичка клуба Грега Стимсму, когда тот быстро набирал фолы.
23 июля 2012 года он подписал контракт с «Лос-Анджелес Клипперс». 10 июля 2013 года он переподписал контракт с клубом.
18 сентября 2014 года Холлинс подписал контракт с «Сакраменто Кингз».
28 сентября 2015 года он присоединился к «Мемфис Гриззлис». Однако был отчислен из клуба 26 октября после 7-и предсезонных игр. 30 ноября он подписал контракт с «Вашингтон Уизардс». 23 декабря, после 5 игр в сезоне за «Волшебников» он снова был отчислен из клуба НБА. Уже 29 декабря он снова присоединился к «Мемфис Гриззлис», но 7 января клуб решил с ним расстаться. 21 января 2016 года Райан Холлинс уже в 3-й раз в сезон присоединился к «Гриззлис», на этот раз подписав 10-дневный контракт с клубом. 1 февраля «Мемфис Гриззлис» подписали с ним 2-й десятидневный контракт. По истечении второго десятидневного контракта руководство «Мемфиса» не стало подписывать с ним полноценный контракт.

## Статистика

### Статистика в НБА
| Сезон                                                                                    | Команда    | Регулярный сезон | Регулярный сезон | Регулярный сезон | Регулярный сезон | Регулярный сезон | Регулярный сезон | Регулярный сезон | Регулярный сезон | Регулярный сезон | Регулярный сезон | Регулярный сезон | Серия плей-офф | Серия плей-офф | Серия плей-офф | Серия плей-офф | Серия плей-офф | Серия плей-офф | Серия плей-офф | Серия плей-офф | Серия плей-офф | Серия плей-офф | Серия плей-офф |
| Сезон                                                                                    | Команда    | GP               | GS               | MPG              | FG%              | 3P%              | FT%              | RPG              | APG              | SPG              | BPG              | PPG              | GP             | GS             | MPG            | FG%            | 3P%            | FT%            | RPG            | APG            | SPG            | BPG            | PPG            |
| ---------------------------------------------------------------------------------------- | ---------- | ---------------- | ---------------- | ---------------- | ---------------- | ---------------- | ---------------- | ---------------- | ---------------- | ---------------- | ---------------- | ---------------- | -------------- | -------------- | -------------- | -------------- | -------------- | -------------- | -------------- | -------------- | -------------- | -------------- | -------------- |
| 2006/07                                                                                  | Шарлотт    | 27               | 0                | 6,9              | 55,6             | 0,0              | 60,0             | 1,1              | 0,0              | 0,1              | 0,3              | 2,4              | Не участвовал  | Не участвовал  | Не участвовал  | Не участвовал  | Не участвовал  | Не участвовал  | Не участвовал  | Не участвовал  | Не участвовал  | Не участвовал  | Не участвовал  |
| 2007/08                                                                                  | Шарлотт    | 60               | 1                | 8,9              | 48,9             | 0,0              | 67,1             | 1,8              | 0,2              | 0,2              | 0,5              | 2,5              | Не участвовал  | Не участвовал  | Не участвовал  | Не участвовал  | Не участвовал  | Не участвовал  | Не участвовал  | Не участвовал  | Не участвовал  | Не участвовал  | Не участвовал  |
| 2008/09                                                                                  | Шарлотт    | 18               | 1                | 10,2             | 54,3             | 0,0              | 66,7             | 2,0              | 0,2              | 0,2              | 0,9              | 3,6              | Не участвовал  | Не участвовал  | Не участвовал  | Не участвовал  | Не участвовал  | Не участвовал  | Не участвовал  | Не участвовал  | Не участвовал  | Не участвовал  | Не участвовал  |
| 2008/09                                                                                  | Даллас     | 27               | 2                | 9,6              | 52,5             | 0,0              | 51,5             | 2,3              | 0,1              | 0,1              | 0,6              | 2,9              | 9              | 0              | 9,3            | 57,1           | 0,0            | 60,0           | 2,7            | 0,1            | 0,1            | 0,4            | 2,4            |
| 2009/10                                                                                  | Миннесота  | 73               | 27               | 16,8             | 55,8             | 0,0              | 69,0             | 2,8              | 0,7              | 0,3              | 0,5              | 6,1              | Не участвовал  | Не участвовал  | Не участвовал  | Не участвовал  | Не участвовал  | Не участвовал  | Не участвовал  | Не участвовал  | Не участвовал  | Не участвовал  | Не участвовал  |
| 2010/11                                                                                  | Кливленд   | 70               | 16               | 16,9             | 59,8             | 0,0              | 68,1             | 2,7              | 0,4              | 0,3              | 0,6              | 5,3              | Не участвовал  | Не участвовал  | Не участвовал  | Не участвовал  | Не участвовал  | Не участвовал  | Не участвовал  | Не участвовал  | Не участвовал  | Не участвовал  | Не участвовал  |
| 2011/12                                                                                  | Кливленд   | 24               | 7                | 15,1             | 50,0             | 0,0              | 60,0             | 2,3              | 0,3              | 0,2              | 0,5              | 3,7              | Не участвовал  | Не участвовал  | Не участвовал  | Не участвовал  | Не участвовал  | Не участвовал  | Не участвовал  | Не участвовал  | Не участвовал  | Не участвовал  | Не участвовал  |
| 2011/12                                                                                  | Бостон     | 15               | 1                | 10,7             | 64,3             | 0,0              | 30,0             | 1,7              | 0,2              | 0,1              | 0,3              | 2,8              | 17             | 0              | 10,0           | 42,3           | 0,0            | 44,4           | 1,6            | 0,5            | 0,0            | 0,5            | 1,5            |
| 2012/13                                                                                  | Клипперс   | 60               | 0                | 11,1             | 61,4             | 0,0              | 75,0             | 2,3              | 0,2              | 0,1              | 0,6              | 3,4              | 5              | 0              | 7,5            | 55,6           | 0,0            | 50,0           | 1,0            | 0,4            | 0,0            | 0,4            | 2,2            |
| 2013/14                                                                                  | Клипперс   | 61               | 0                | 7,9              | 73,6             | 0,0              | 62,5             | 1,5              | 0,1              | 0,1              | 0,5              | 2,3              | 5              | 0              | 1,8            | 25,0           | 0,0            | 100,0          | 0,6            | 0,0            | 0,0            | 0,0            | 0,6            |
| 2014/15                                                                                  | Сакраменто | 46               | 9                | 9,6              | 64,6             | 0,0              | 57,4             | 2,2              | 0,3              | 0,1              | 0,4              | 3,0              | Не участвовал  | Не участвовал  | Не участвовал  | Не участвовал  | Не участвовал  | Не участвовал  | Не участвовал  | Не участвовал  | Не участвовал  | Не участвовал  | Не участвовал  |
| 2015/16                                                                                  | Вашингтон  | 5                | 3                | 9,6              | 57,1             | 0,0              | 0,0              | 2,2              | 0,0              | 0,0              | 0,2              | 1,6              | Не участвовал  | Не участвовал  | Не участвовал  | Не участвовал  | Не участвовал  | Не участвовал  | Не участвовал  | Не участвовал  | Не участвовал  | Не участвовал  | Не участвовал  |
| 2015/16                                                                                  | Мемфис     | 14               | 0                | 11,2             | 58,6             | 0,0              | 80,0             | 2,4              | 0,5              | 0,1              | 0,6              | 3,3              | Не участвовал  | Не участвовал  | Не участвовал  | Не участвовал  | Не участвовал  | Не участвовал  | Не участвовал  | Не участвовал  | Не участвовал  | Не участвовал  | Не участвовал  |
|                                                                                          | Всего      | 500              | 67               | 11,8             | 58,1             | 0,0              | 65,4             | 2,2              | 0,3              | 0,2              | 0,5              | 3,7              | 36             | 0              | 8,3            | 47,2           | 0,0            | 54,5           | 1,6            | 0,3            | 0,0            | 0,4            | 1,7            |
| Наведите курсор мыши на аббревиатуры в заголовке таблицы, чтобы прочесть их расшифровку. |            |                  |                  |                  |                  |                  |                  |                  |                  |                  |                  |                  |                |                |                |                |                |                |                |                |                |                |                |

### Статистика в колледже
| Сезон                                                                                   | Команда | GP  | GS | MPG  | FG%  | 3P%   | FT%  | RPG | APG | SPG | BPG | PPG |  |
| --------------------------------------------------------------------------------------- | ------- | --- | -- | ---- | ---- | ----- | ---- | --- | --- | --- | --- | --- |  |
| 2002/03                                                                                 | УКЛА    | 24  | 15 | 16,7 | 59,4 | 0,0   | 49,1 | 3,5 | 0,2 | 0,3 | 0,9 | 4,3 |  |
| 2003/04                                                                                 | УКЛА    | 28  | 15 | 25,4 | 54,7 | 0,0   | 58,1 | 4,4 | 0,5 | 0,4 | 1,0 | 6,5 |  |
| 2004/05                                                                                 | УКЛА    | 28  | 5  | 16,4 | 53,3 | 100,0 | 67,7 | 3,4 | 0,4 | 0,0 | 0,8 | 4,5 |  |
| 2005/06                                                                                 | УКЛА    | 33  | 24 | 21,5 | 61,9 | 0,0   | 60,2 | 4,8 | 0,3 | 0,2 | 0,9 | 7,0 |  |
|                                                                                         | Всего   | 113 | 59 | 20,2 | 57,7 | 50,0  | 59,1 | 4,1 | 0,4 | 0,2 | 0,9 | 5,7 |  |
| Наведите курсор мыши на аббревиатуры в заголовке таблицы, чтобы прочесть их расшифровку |         |     |    |      |      |       |      |     |     |     |     |     |  |

## Карьера в сборной
Холлинс был членом сборной США на Панамериканских играх 2015 года, где завоевал бронзовую медаль.

## Личная жизнь
Райан Холлинс сын родителей эмигрантов из Ямайки.